# Seznam argentinských výsadkových lodí

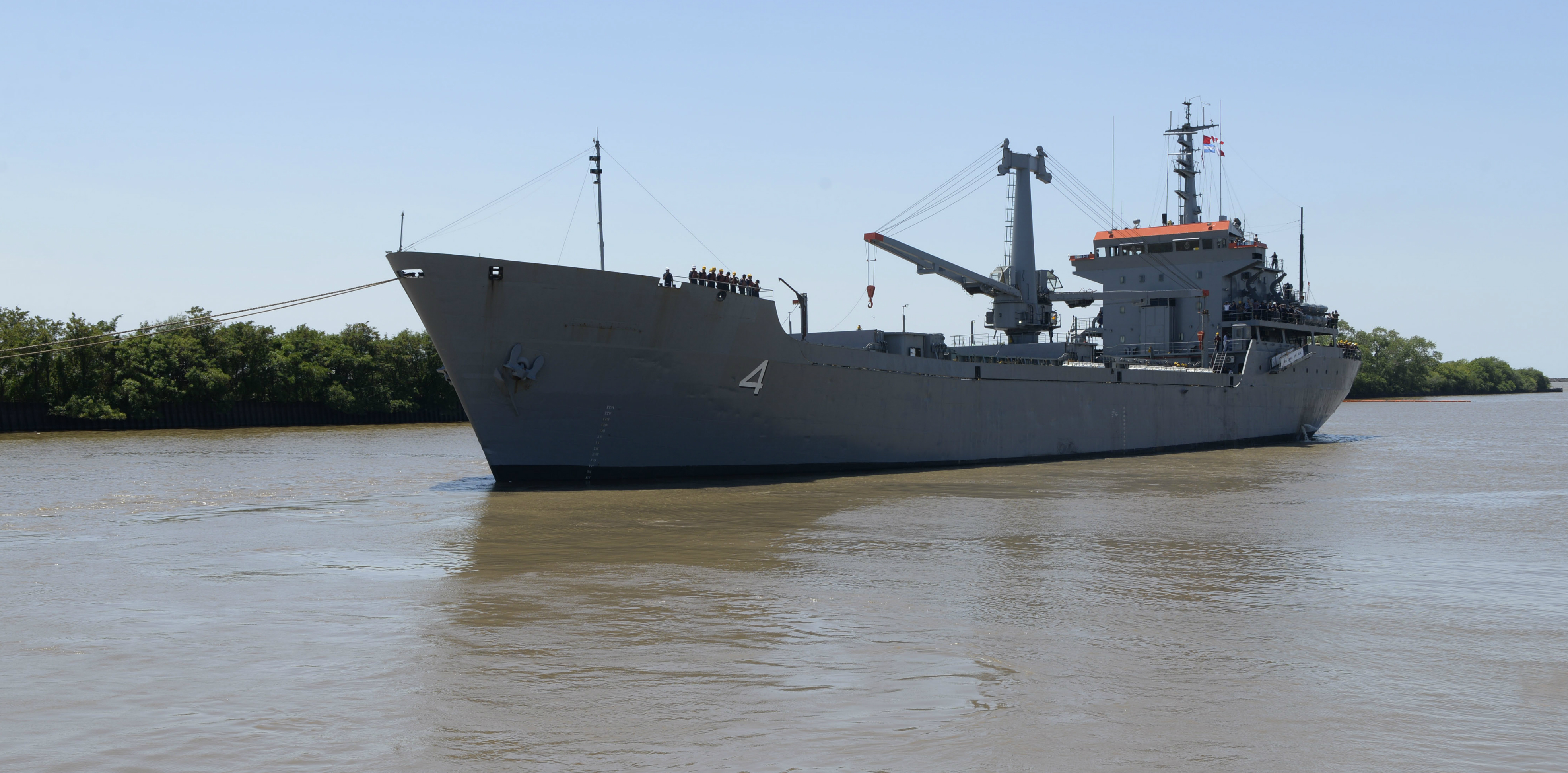
Bahía San Blas

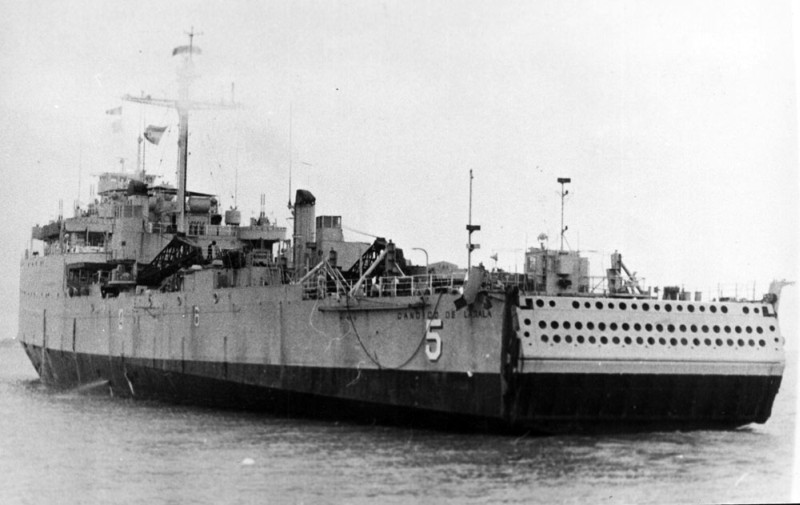
Cándido de Lasala (Q-43)

Seznam argentinských výsadkových lodí obsahuje všechny výsadkové lodě, které sloužily nebo slouží u Argentinského námořnictva.

## Dokové výsadkové lodě

### TřídaAshland
- Cándido de Lasala (Q-43) - vyřazena

## Nákladní výsadkové lodě

### TřídaCosta Sur
- Bahía San Blas - aktivní

## Tankové výsadkové lodě

### TřídaDe Soto County
- Cabo San Antonio (Q-42) - vyřazena

### TřídaLST-542
- Cabo San Bartolome (BDT-1) - vyřazena
- Cabo San Diego (BDT-2) - vyřazena
- Cabo San Francisco de Paula (BDT-3) - vyřazena
- Cabo San Gonzalo (BDT-4) - vyřazena
- Cabo San Isidro (BDT-6) - vyřazena
- Cabo San Pablo (BDT-7) - vyřazena
- Cabo Pio (BDT-10) - vyřazena
- Cabo San Sebastian (BDT-11) - vyřazena
- Samba (BDT-12) - vyřazena
- Cabo Buen Tiempo (BDT-13) - vyřazena
- Cabo San Vincente (BDT-14) - vyřazena